# 道格拉斯DC-1
道格拉斯DC-1是道格拉斯商業飛機的首個型號。
此型號的誕生可追溯於環大陸及西部航空599號班機（Transcontinental & Western Airlines，即環球航空的前身），一架福克F10型飛機墜毀在堪薩斯州附近，此意外共奪去了八人的性命。之後，美國民用航空委员会決定限制木料在客機機翼上的使用，於是環大陸及西部航空便要求研發一台三引擎，可容納十二名乘客，金屬機翼，可收起的降落架及當一台引擎失效時仍能飛抵目的地的飛機。
道格拉斯飛行器公司便研發一種雙引擎，金屬機翼，可容納十二名乘客及有空中服務員的飛機。此型號雖然是雙引擎，但其性能符合環大陸及西部航空航空的要求。此飛機於1933年首航，並命名為DC-1。

## 性能诸元
基本信息
- 机组：3人
- 容量：12名

性能

### 相关研发
道格拉斯DC-2
道格拉斯DC-3

### 相似飞机
波音247